# 立木聖美
立木 聖美（たちき まさみ、1987年8月10日 - ）は、日本の元アイドル。アールディープロジェクト株式会社（旧・株式会社ウェブカムプロモーション）に所属していた。趣味はダンス、歌など。神奈川県出身。

## 来歴
アイドルユニット「ゆめ☆たまご」（後述）の2代目リーダーとして、石井香織、川瀬理香（現：塚本怜美）、久保萌と共に活動していた。
ゆめ☆たまごが解散してからは、ライブにオムニバス出演してソロで歌ったり、ダーツギャルズ（ラウンドワンのダーツ振興キャンペーンガール）の関東メンバー（会員番号5）として活動するなどしていたが、2010年4月16日付のブログにて引退を表明、芸能活動を休止した。
その後、2011年8月11日に大道芸人Mu-RAプロデュースの「あかいいとがテーマのLIVE」に参加するなど散発的に音楽活動をしているが、定期出演はしていない。

## 出演

### テレビ番組
- 馬の子TIM（グリーンチャンネル、2008年） - アシスタントオーディションに参加、合格者は平塚奈菜
- 勝ち抜き!アイドル天国!!ヌキ天（GyaO、2008年） - 15回目と17回目に「ゆめ☆たまご」として出演

## ゆめ☆たまご
ゆめ☆たまご（ゆめ★たまご、とも）は、2006年、サンケイスポーツの新人発掘サイト「サンスポドキュメント・アイドルスカウト」から生まれたアイドルユニットで、当初のメンバーはリーダー梁愛美を筆頭に石井香織、中田千智（現・中田ちさと）の3人であった。2007年2月、加藤まさみ（加入と同時に立木聖美へ改名）、川瀬理香、久保萌が加入。同年5月、結成当初のリーダーであった梁愛美が中田千智と一緒に卒業、梁らの引退を受けて立木聖美が2代目リーダーとなった。
2008年9月2日のライブにて、次回のライブを最後に解散することを宣言。同年10月29日に渋谷RUIDO K2で行われたのが、ゆめ☆たまごの最終ライブとなった。
メンバーだった川瀬理香はその後「塚本怜美」と改名し、東京ヤクルトスワローズのダンスユニット「Swallows Wings」の2010年度メンバーとして活動。その後は久保萌と共にユニット「PureGirls」を組んでライブ活動を行っている。